# Киргизи в Турция
Киргизите са етническа група в Турция. Според оценки на Joshua Project техния брой е около 1700 души, като 90 % от тях са мюсюлмани а 5 % християни.
Те се заселват в Турция в резултат на две вълни на емиграция от Афганистан. Първата вълна се състои от няколко десетки души, които пристигат в Турция през 1953 г. Втората вълна е в периода 1978 – 1982 г., тогава се заселват 1138 киргизи, вследствие от политически и икономически проблеми.